# Marat Yunusov
Marat Yunusov (russisch Марат Сабирович Юнусов Marat Sabirowitsch Junussow; * 18. März 1940 in Moskau) ist ein usbekischer Chemiker.

## Leben
Er wurde als Sohn des bekannten Chemikers Sabir J. Junussow geboren. Von 1957 bis 1962 studierte er Chemie an der Lomonossow-Universität Moskau. Anschließend arbeitete er bis 1990 am Institut für Pflanzenchemie der Usbekischen Akademie der Wissenschaften, zunächst als Assistent und später als Leiter des Labors für Alkaloidchemie. 1966 wurde er Kandidat der Wissenschaft und 1973 erhielt er den russischen Doktortitel (entspricht der Habilitation). 1990 wechselte er an das Institut für organische Chemie des Wissenschaftlichen Zentrums der Russischen Akademie der Wissenschaften in Ufa. 1994 wurde er Institutsdirektor und 2006 Leiter des Wissenschaftlichen Zentrums. Sein wissenschaftliches Spezialgebiet ist die bioorganische Chemie und speziell die Chemie der Alkaloide.
1991 wurde er korrespondierendes und 2003 volles Mitglied der Russischen Akademie der Wissenschaften.